# 沟墩镇
沟墩镇，是中华人民共和国江苏省盐城市阜宁县下辖的一个乡镇级行政单位。

## 行政区划
沟墩镇下辖以下地区：
朝阳社区、墩北社区、红旗村、林道村、丰渔村、大唐村、陈坎村、郑飞村、雪泉村、新建村、匣东村、兴隆村、白水塘村、南坎村、三合村、条岗村、柳集村、跃进村、林河村、新岗村、大曹庄村和曹唐村。